# Graeme Smith (Fußballspieler, 1982)
Graeme Smith (* 3. Oktober 1982 in Bellshill, Schottland) ist ein schottischer Fußballtorwart in Diensten des Zweitligisten Partick Thistle. 
2000 unterzeichnete der gerade aus der Jugendmannschaft gekommene Smith einen Profivertrag bei der ersten Mannschaft von FC Kilmarnock. In der Saison 2001/02 wurde er an den schottischen Traditionsverein FC Queen’s Park verliehen, 2002 kehrte er dann wieder zu Kilmarnock zurück, wurde aber noch im selben Jahr erneut verliehen. Nach einem Jahr und 32 absolvierten Partien in der Third Division bei FC Stenhousemuir spielte er vier weitere Jahre für seinen ersten Verein FC Kilmarnock. 2007 wurde er aufgrund der Abgänge von Stefan Klos (Karriereende) und Lee Robinson (Leihe) ablösefrei von den Glasgow Rangers als dritter Torwart verpflichtet. Er unterzeichnete einen 3-Jahres-Vertrag. Smith gab am 23. Januar 2008 beim 6:0-Pokalerfolg über FC East Stirlingshire sein Debüt für die Rangers, spielte allerdings in der Liga nicht für den Verein und wurde im Juli 2009 ablösefrei zum FC St. Johnstone abgegeben. Im Jahr 2011 wechselte er zum FC St. Mirren. Nach einem Jahr ohne Einsatz dort ging er im Juli 2012 zum Drittligisten FC Peterhead. Bereits nach sieben Ligaeinsätzen verließ er Schottlands östlichste Stadt bereits wieder und wechselte im August 2012 zum Zweitligisten Partick Thistle.

## Erfolge
- Schottischer Pokalsieger: 2007/08